# Affekthandlung
Als Affekthandlung (oder Kurzschlusshandlung) wird eine reaktive Handlung bezeichnet, deren Ablauf vom Ausführenden nicht beherrscht wird und die durch intensiv empfundene und meist relativ kurz andauernde Gemütserregungen (Affekte) motiviert ist. Dies können Regungen des Zornes, der Wut, der Angst und des Ärgers sein.
Affekthandlungen entspringen in kriminologischem Zusammenhang meist länger bestehenden emotional-affektiv getragenen Gefühlseinstellungen, etwa der Eifersucht, Enttäuschung, Gekränktheit oder Rachsucht, die emotional hoch besetzt sind und bei akuter Aktualisierung durch provozierende Handlungen oder Situationen zu stark aufschießender Gemütserregung führen. Affekte sind das beherrschende Element bei Aggressionstaten reizbarer Menschen, bei Panik- und Fluchtreaktionen, wie sie etwa nach Straßenverkehrsunfällen vorkommen, bei Partnerschaftskonflikten und Eifersuchtssituationen, bei sexuellen Spontanentgleisungen und bei suizidalen Handlungen.
Wichtig erscheint bei den aggressiv getönten Affekten der Aspekt des „Pathischen“. Dies beinhaltet, dass dem affektiv Erregten subjektiv zunächst eher etwas zu geschehen scheint, als dass er aktiv etwas unternimmt. Die Vorstellung eines eher passiven „Ergriffenwerdens“ durch den Zorn stellt vermutlich die Wurzel der von jeher populären Vermutung dar, für eine im höchsten Zorn begangene Handlung sei der Täter nicht voll verantwortlich.
Affektive Erregung kann zu Explosivreaktionen und Kurzschlusshandlungen führen, bei denen sich massive Affekte direkt aggressiv entladen, ohne zügelnde Überlegung und ohne „den Filter der Gesamtpersönlichkeit“ zu passieren.

## Charakteristische Merkmale
Charakteristische Merkmale von Affekthandlungen sind die spezifische Vorgeschichte der Tat mit einer speziellen Täter-Opfer-Beziehung und die am Ende dieser Entwicklung stehende emotionale Ausgangssituation vor der Tat. Den meisten Affekthandlungen geht in der Regel eine Woche bis Jahre dauernde Periode schwerer innerer und äußerer Konflikte voraus. Durch Anhäufung traumatisierender Ereignisse können chronische Affektspannungen bzw. ein so genannter Affektstau entstehen.
Das Erleben des zukünftigen Täters wird immer stärker durch Hoffen und Bangen, durch die Konflikte und das gleichzeitige Bemühen bestimmt, die ansteigende Spannung zu beherrschen. Dabei bringt gerade der Versuch der Beherrschung keine Lösung der Situation, sondern wird zur Hauptursache für die zunehmende Störung des Motivationsgefüges.
In dieser Zeit vor der Tat geschieht eine fortschreitende Zermürbung und Labilisierung der psychischen Kräfte durch nicht zu überwindende Versagens- und Kränkungserlebnisse. Bei weiterer Zuspitzung entwickeln sich aus den lange dauernden Konfliktsituationen eine zunehmende Erlebniseinengung, Isolierung, soziale Ausgliederung, Selbstentfremdung und Hemmungen des Antriebs. Am Ende dieser Situation steht eine charakteristische affektive Ausgangssituation, die mit dem Bild des randvoll gefüllten Fasses, das ein letzter Tropfen schließlich zum Überlaufen bringt, beschrieben werden kann.

## Persönlichkeitsmerkmale
Als disponierende Persönlichkeitsmerkmale für Affekthandlungen gelten:
- Explosibilität
- Stimmungslabilität
- Neigung zu dysphorischer Gereiztheit und heftigen Reaktionen
- Selbstunsicherheit
- Labilität
- Neigung zu Flucht- und Versagenreaktionen

Es sind also oft die schüchtern und zurückhaltend wirkenden, stillen und introvertierten Menschen, die sich im Affektsturm zu einer schweren Aggressionshandlung hinreißen lassen, die ganz im Gegensatz zu ihrem Charakter und ihrer bisherigen Lebensführung steht.
Eine wichtige Rolle spielen bei Affekttaten begünstigende Faktoren wie:
- Alkoholeinfluss
- Drogeneinfluss
- Erschöpfung
- Übermüdung
- vegetative Regulationsstörungen

Psychopathologisch besteht eine gestörte Impulskontrolle bei verschiedenen psychischen Störungen, beispielsweise bei einer Emotional instabile Persönlichkeitsstörung.

## Rechtliche Bedeutung

### Strafrecht
In Deutschland kann die Ausübung einer Tat im Affekt (Affekttat) zur Strafmilderung nach § 21 StGB oder, wegen einer tiefgreifenden Bewusstseinsstörung im Sinne des § 20 StGB, zur Schuldunfähigkeit führen. Die Beurteilung, ob ein solcher Zustand zum Tatzeitpunkt vorlag, ist meist die Aufgabe von Psychiatern und Psychologen. Affekttaten bzw. Affektdelikte sind wie Impulstaten ebenfalls impulsiv-aggressive Handlungen, begangen im Zustand hochgespannter Affektregung, sie sind aber an einen relevanten Anderen gerichtet und durch eine spezifische Vorgeschichte der Tat, abgeleitet aus der Täter-Opfer-Beziehung, gekennzeichnet (Beziehungstat). Damit werden die Affektdelikte als ein Resultat der Erschütterung der Selbstdefinition des Täters konzipiert.
Ähnliche Rechtsinstitute in anderen Ländern:
- Frankreich: Crime passionnel, oft als „Verbrechen aus Leidenschaft“ übersetzt, traditionell vor allem auf Eifersuchtstaten angewandt und milde beurteilt
- USA: Temporary insanity, als Argumentation der Verteidigung erstmals 1859 im Prozess von Daniel E. Sickles gebraucht, der den Liebhaber seiner Frau ermordet hatte, dann vor allem in den 1930er und 1940er Jahren häufiger angewandt

### Zivilrecht
Begeht jemand im Affekt eine unerlaubte Handlung so kann nach § 827 BGB die Verantwortlichkeit für den Schaden („Deliktsfähigkeit“) ausgeschlossen sein. Ist dies der Fall, so ist ein Versicherer, trotz der vorsätzlichen Herbeiführung des Schadens, zur Leistung verpflichtet (§ 103 VVG).
Einmalige emotionale Äußerungen im Affekt, beispielsweise in sozialen Netzwerken, rechtfertigen nicht ohne Weiteres die Kündigung eines Arbeitsvertrags oder Mietverhältnisses.